# Microdrosophila residua
Microdrosophila residua är en tvåvingeart som beskrevs av Bock 1982. Microdrosophila residua ingår i släktet Microdrosophila och familjen daggflugor. Inga underarter finns listade i Catalogue of Life.